# Geert Blanchart
Pour les articles homonymes, voir Blanchart.
Geert Blanchart est un patineur de vitesse sur piste courte belge.

## Biographie
Il est le porte-drapeau de la Belgique aux Jeux olympiques d'hiver de 1992. Il participe aussi aux Jeux olympiques de 1994. 

## Palmarès
- 1990 :  Championnats du monde, 1 500 m
- 1990 :  Championnats du monde, relais 5 000 m
- 1991 :  Championnats du monde, 1 000 m
- 1991 :  Championnats du monde, 3 000 m